# Episodi di Dragons (seconda stagione)
La seconda stagione della serie animata Dragons, sottotitolata I paladini di Berk, è stata trasmessa in prima visione, negli Stati Uniti d'America, su Cartoon Network dal 19 settembre 2013 al 5 marzo 2014. 
In Italia la stagione è stata trasmessa su Cartoon Network, dal 3 febbraio al 28 luglio 2014.
| nº | Titolo originale           | Titolo italiano                       | Prima TV USA      | Prima TV Italia  |
| -- | -------------------------- | ------------------------------------- | ----------------- | ---------------- |
| 1  | Live and Let Fly           | Vivi e lascia volare                  | 19 settembre 2013 | 3 febbraio 2014  |
| 2  | The Iron Gronckle          | Il ferro di Gronkio                   | 26 settembre 2013 | 4 febbraio 2014  |
| 3  | The Night and the Fury     | La notte e la furia                   | 3 ottobre 2013    | 5 febbraio 2014  |
| 4  | Tunnel Vision              | Minaccia sotterranea                  | 10 ottobre 2013   | 6 febbraio 2014  |
| 5  | Race to Fireworm Island    | Draghi sotto sforzo                   | 17 ottobre 2013   | 7 febbraio 2014  |
| 6  | Fright of Passage          | La vendetta di Astrid                 | 24 ottobre 2013   | 10 febbraio 2014 |
| 7  | Worst in Show              | Zuppa di lische                       | 7 novembre 2013   | 11 febbraio 2014 |
| 8  | Appetite for Destruction   | Fame di distruzione                   | 14 novembre 2013  | 12 febbraio 2014 |
| 9  | Zippleback Down            | Torcia della vittoria                 | 21 novembre 2013  | 13 febbraio 2014 |
| 10 | A View to a Skrill: Part 1 | Il drago nel ghiaccio (prima parte)   | 5 dicembre 2013   | 14 luglio 2014   |
| 11 | A View to a Skrill: Part 2 | Il drago nel ghiaccio (seconda parte) | 5 dicembre 2013   | 14 luglio 2014   |
| 12 | The Flight Stuff           | Dragon trainer                        | 8 gennaio 2014    | 14 luglio 2014   |
| 13 | Free Scauldy               | Olio di pesce, olio di gomito         | 15 gennaio 2014   | 14 luglio 2014   |
| 14 | Frozen                     | Pungirapido                           | 22 gennaio 2014   | 21 luglio 2014   |
| 15 | A Tale of Two Dragons      | La radice di drago                    | 29 gennaio 2014   | 21 luglio 2014   |
| 16 | The Eel Effect             | L'isola delle anguille                | 5 febbraio 2014   | 21 luglio 2014   |
| 17 | Smoke Gets in Your Eyes    | Fumo negli occhi                      | 12 febbraio 2014  | 28 luglio 2014   |
| 18 | Bing! Bam! Boom!           | I tre cuccioli                        | 19 febbraio 2014  | 28 luglio 2014   |
| 19 | Cast Out: Part 1           | Il re in catene (prima parte)         | 26 febbraio 2014  | 28 luglio 2014   |
| 20 | Cast Out: Part 2           | Il re in catene (seconda parte)       | 5 marzo 2014      | 28 luglio 2014   |

## Vivi e lascia volare
- Titolo originale: Live and Let Fly

### Trama
Stoick vieta a tutti gli abitanti dell'isola di cavalcare i draghi e, di conseguenza, Hiccup deve chiudere temporaneamente la sua Accademia. Preoccupato sempre più per un nuovo attacco da parte di Alvin e degli Esiliati, Hiccup decide di cavalcare segretamente il suo drago di notte per pattugliare l'isola. In realtà, anche Stoik cavalca continuamente il suo drago Tornado però nasconde la cosa perché, altrimenti, sarebbe costretto a eliminare il divieto. Una notte, Hiccup viene scoperto da Astrid e decide di fondare una società segreta che cavalca i draghi di notte. L'organizzazione viene chiamata Clan dei Draghi e tutti i ragazzi ne fanno parte. Una sera, il Clan vede Stoik volare su Tornado ma anche i ragazzi vengono avvistati dal padre di Hiccup. Una notte, il Clan avvista una piccola truppa degli Esiliati e, chiarita la situazione con Stoik, il Clan/Accademia dei Draghi attacca le piccole navi e porta via da loro dei Cambia-ala che li usavano. Grazie ad un intenso addestramento fatto di notte, i nemici vengono sconfitti e vedendo di cosa sono capaci i ragazzi Stoik elimina il divieto. A fine episodio, una piccola truppa di Esiliati guidati da Savage e da Mildew, grazie al diversivo della loro sconfitta, liberano dei cuccioli di Morte Sussurrante proprio sotto Berk, poi scappano.

## Il ferro di Gronkio
- Titolo originale: The Iron Gronckle

### Trama
Una nave degli Esiliati comandati da Savage è tornata a controllare i cuccioli di Morte Sussurrante ma, tra le tante uova schiuse, ne trovano una di enormi dimensioni. Nonostante ciò, scappano via e vengono avvistati da Hiccup e dagli altri. La lentezza di Gambedipesce e Muscolone impedisce alla squadra di trovare la nave e Moccicoso, estremamente arrabbiato, rimprovera i due. Hiccup chiede a Gambedipesce di restare ma, offeso, il ragazzo scappa via con il suo drago. Rifugiatosi su una scogliera rocciosa lui e il drago iniziano a mangiare bacche e rocce per far passare il mal umore, in seguito Muscolone rigurgita della lava particolare. Con essa, Skaracchio crea una spada molto leggera, capace di spezzare qualsiasi altro metallo. Il nuovo materiale viene chiamato "ferro di Gronkio" e tutti gli abitanti di Berk ne chiedono grandi quantità. Muscolone ha però finito la lava e Gambedipesce non ricorda quale sia la pietra che produce lo speciale materiale. Nel frattempo, la squadra si accorge di aver bisogno di un membro capace di guardare attentamente tutti i particolari o le caratteristiche di un luogo o altro. Decidono perciò di riconvocare il loro compagno ed il suo drago. Ma Gambedipesce e Skaracchio continuano a cercare di ricreare il Ferro di Gronkio, ma per errore Muscolone ingurgita una serie di pietre che trasforma il drago in una vera e propria calamita. Spaventata per l'attrazione di ferro verso di lei, Muscolone fugge via, attaccandosi ogni cosa fatta di metallo, finché Hiccup non la conduce nella foresta, ma alla fine anche lui si ritrova attaccato a Muscolone, per via della sua protesi. Tuttavia, Gambedipesce, a cavallo di Sdentato, riesce a raggiungerli, ma vengono intercettati dalla nave di Savage e degli Esiliati. In quel momento Hiccup riesce ad utilizzare la capacità di Muscolone di attrarre i metalli a suo vantaggio disarmando gli Esiliati, e Gambedipesce riesce a far rigurgitare al suo drago le pietre che lo rendeva una calamita, di modo che tutte le armi finiscano sulla nave degli Esiliati, affondandola. Ritornati a Berk, Hiccup reintegra nel Clan dei Draghi Gambedipesce e Skaracchio gli dona la prima spada forgiata con il ferro di Gronkio, come ricompensa per aver battuto gli Esiliati.

## La notte e la furia
- Titolo originale: The Night and the Fury

### Trama
Astrid propone al Club dei Draghi una missione, in una notte dovranno percorrere da una spiaggia all'altra l'Isola dei Draghi a piedi, senza l'aiuto dei propri draghi. Così facendo, saranno più furtivi ed in grado di cavarsela anche senza l'aiuto dei draghi. Tutto va bene, fino a quando Hiccup incontra Dagur. Egli è il capo della tribù dei Grandi Guerrieri, comparso nella prima stagione e poi scappato via, dopo un attacco dei draghi messo in scena dai ragazzi per farlo fuggire. Dopo quell'esperienza è venuto sull'Isola dei Draghi con lo scopo di conoscerli meglio, per quando si presenterà l'occasione di affrontarli in futuro. Da allora Dagur sembra avere una grande stima per Hiccup, ed è ossessionato dall'uccidere il famoso Furia Buia che vide per la prima volta durante la sua visita a Berk, e pensa che insieme a lui ci riusciranno. Quel Furia Buia è ovviamente Sdentato che, insieme agli altri draghi, cerca i ragazzi per paura che possa succeder loro qualcosa. Hiccup decide di assecondare Dagur perché, se scoprisse che a Berk si cavalcano i draghi, dichiarerebbe guerra agli abitanti del villaggio. Quando vede il suo drago in pericolo, Hiccup decide di fermare Dagur anche se, facendolo, il pazzo ragazzo capisce la verità e giura di vendicarsi di Hiccup.

## Minaccia sotterranea
- Titolo originale:  Tunnel Vision

### Trama
Il pozzo di Berk è stranamente asciutto e Hiccup e Sdentato, nel tentativo di scendere per controllare, ci cadono dentro. Il cunicolo è però troppo piccolo per uscire, quindi i due devono esplorare le caverne sotto Berk. Camminando, trovano uno scrigno degli Esiliati e poco distanti delle uova schiuse di Morte Sussurrante. Poco dopo, gli ultimi tre esemplari di quella nidiata attaccano prima Sdentato ed Hiccup, poi (essendo la giornata molto nuvolosa, e perciò senza luce) scavano dei tunnel verso Berk. Usciti dal sottosuolo, Sdentato ed Hic cacciano via i Morte Sussurrante insieme agli altri ragazzi. Dal sottosuolo, spunta poi una specie di Morte Sussurrante gigantesco, completamente bianco, con occhi rosso sangue e capace di emettere urla che stordiscono gli altri draghi. Il nuovo drago viene nominato Morte Urlante ed Hiccup, pensando che sia come ogni altro Morte Sussurrante, prova a sconfiggerlo con la luce. Essa ha invece l'effetto contrario, infatti il Morte Urlante segue Hiccup. Astutamente, Hiccup fa urtare il drago gigante contro dei fariglioni, finché non si schianta contro una solida parete di roccia; e mentre le rocce cadono, una di loro ferisce il Morte Urlante all'ala destra, impossibilitandogli di volare. Il morte Urlante, allora, richiama i tre Morte Sussurrante e viene trasportato via. Hiccup è però preoccupato perché i Morte Sussurrante tornano sempre nel luogo di nascita, e pensa che il Morte Urlante farà lo stesso. Infatti, in un'isola i Morte Sussurrante curano con del pesce il loro capo furioso e ardente di vendetta, che, non accontentandosi del magro pasto, divora i tre draghi.

## Draghi sotto sforzo
- Titolo originale: Race to Fireworm Island

### Trama
Dopo l'attacco del Morte Urlante, Moccicoso allena intensamente il suo drago, Zannacurva. Un giorno, durante l'allenamento quotidiano, Zannacurva atterra sfinito ed in più non è capace di emettere fiamme, sia dal corpo che dalla bocca. In poco, diventa molto pallido e senza forze; Gambedipesce avverte gli altri che un qualsiasi drago di classe Stoker, come Zannacurva, senza fiamme non può difendersi. Inoltre, sembra non esserci una cura, ma un appunto sul Libro dei Draghi, sembra dire che dei minuscoli draghi sono capaci di guarirlo. Essi sono i Mangia-Fiamme, chiamati dai ragazzi "mini draghi di fuoco". Su tutta Berk ne esistono pochissimi e non bastano a curare il drago, i ragazzi cercano perciò la misteriosa Isola dei mini draghi. Giunti li, scoprono che questi draghi si comportano un po' come le api: formano dei nidi, vivono in grandi gruppi, bevono un gel caldissimo che producono da loro, immagazzinato in celle a nido d'ape, e sono comandati da un esemplare più grande, detto Regina di Fuoco. Questa si avvicina a Zannacurva e gli inietta un veleno; esso lo rinvigorisce, gli dona nuovamente le forze e gli permette di emettere fiamme come non mai. Da quest'occasione, Moccicoso ha imparato a prendersi cura meglio del suo drago.

## La vendetta di Astrid
- Titolo originale: Fright of Passage

### Trama
Ogni dieci anni, a Berk arriva l'aurora e, con essa, giunge sempre un drago spaventoso che distrugge il villaggio; nessuno è mai riuscito a sconfiggerlo. Esso è l'Incubo Volante, un drago misterioso che emana luce da tutto il corpo. A Berk, tutti hanno paura e aspettano con ansia l'arrivo del drago per mettersi al riparo. Astrid è particolarmente arrabbiata perché l'Incubo Volante, molto tempo fa, infangò il nome della famiglia Hofferson paralizzando temporaneamente lo zio della ragazza. Gambedipesce si accorge poi che prima di giungere a Berk il drago luminoso si ferma in una palude vicina; Hiccup ed Astrid partono allora volando entrambi su Sdentato. Giunti alla palude, i due si accorgono che il drago si ciba delle alghe che, solo nel periodo dell'aurora, rendono luminoso qualunque corpo. Sdentato mangia per sbaglio un po' di alghe e, di conseguenza, comincia ad emanare luce; l'Incubo Volante lo nota e lo attacca. A quanto pare, la nebbia che emana dalla bocca è in grado di paralizzare chiunque momentaneamente ed è così che paralizzò lo zio di Astrid. Deviando il corso del fiume e perciò delle alghe, Hiccup allontana l'Incubo Volante per sempre e, tornato a Berk, ridà onore agli Hofferson.

## Zuppa di lische
- Titolo originale: Worst in Show

### Trama
Gambedipesce e Moccicoso litigano su chi sia il miglior addestratore del gruppo ma, non avendo un nuovo drago da addestrare, non possono instaurare una competizione. Gambedipesce trova la soluzione: ogni ragazzo addestrerà come secondo drago un Terribile Terrore e chi gli insegnerà l'abilità più utile vincerà. Nonostante sia molto contrariato dal fatto che i ragazzi prendano tutto come una gara, Hiccup decide di partecipare e chiama il suo piccolo drago Cecchino. Gambedipesce, molto impegnato nell'addestrare il suo drago Iggy, trascura Muscolone ed il drago è molto triste. Alla fine, Moccicoso non insegna niente al suo drago, Astrid gli insegna a nascondersi, i due gemelli insegnano ai loro cuccioli come sbattere la testa, Gambedipesce fa sì che il suo drago sappia riportare gli oggetti ed Hiccup insegna a Cecchino come sparare colpi precisi e veloci allo stesso tempo. Nel frattempo, Alvin, Mildew e Savage rapiscono Muscolone e partono su di una nave. In un primo scontro, i ragazzi devono ritirarsi ma, subito dopo, ordinano ai loro Terribili Terrori di usare al meglio le loro abilità; così facendo, liberano Muscolone e distruggono la nave. La competizione finisce con una specie di pareggio.

## Fame di distruzione
- Titolo originale: Appetite for Destruction

### Trama
Hiccup, Astrid ed i gemelli si sono allontanati da Berk per marcare i draghi selvatici; in pratica, li macchiano con vernici di colori diversi per sapere da quali isole provengono. Su un'isola trovano però dei draghi con colori diversi e volano a controllare le possibili cause dell'allontanamento di quei draghi. Giunti nel luogo in cui dovrebbe esserci l'isola, i ragazzi non trovano nulla e decidono di controllare anche un'altra isola. Quest'ultima è molto più piccola e sta anche sprofondando. Molte isole fanno la stessa fine e, seguendo una sorta di traiettoria immaginaria, scoprono che anche Berk potrebbe sprofondare. Tutti i draghi delle varie isole si sono stabiliti sull'Isola dei Draghi e quello è l'ultimo bersaglio prima di Berk. Hiccup e Astrid scoprono che a distruggere le isole è il Morte Urlante, molto cresciuto e desideroso di tornare a Berk. Quando questo attacca l'Isola dei Draghi, tutti i draghi selvatici cercano di difenderla e sconfiggono il grande drago bianco. Il Morte Urlante scava un grande tunnel sotto l'isola e poi vola via infuriato. Il tunnel fa collassare l'isola ed essa inizia a sprofondare; tutti gli esemplari di Gronkio, preoccupati, gettano della lava bollente nei crateri e stabilizzano così l'Isola dei Draghi.

## Torcia della vittoria
- Titolo originale: Zippleback Down

### Trama
Skaracchio insegna ai ragazzi come disattivare le trappole anti-drago sparse sull'isola; i ragazzi devono neutralizzarle per evitare che i draghi selvatici si facciano del male. I gemelli decidono di controllare una foresta poco lontana dal villaggio e, mentre lo fanno, TestadiTufo rimane intrappolato in una rete appesa ad un albero. Mentre TestaBruta cerca aiuto, Vomito e Rutto emettono una piccola fiammata; poiché in quei giorni il vento è caldo e molto afoso, quel piccolo colpo appicca un incendio. Ad infastidire Testa di Tufo, arriva poi un Typhoomerang selvatico; Vomito e Rutto vengono colpiti da una trappola, perciò il ragazzo deve ricorrere alle sue doti di addestratore. Il drago selvatico sembra familiare ed è molto gentile con Testa di Tufo. Hiccup è preoccupato per i gemelli e volando si accorge anche dell'incendio. Arrivato da TestaBruta e da TestadiTufo, Hiccup si accorge che il gigantesco Typhoomerang non è altro che Torcia, il piccolo cucciolo allevato dai ragazzi nella prima stagione. Grazie al grande drago, i ragazzi spengono l'incendio e tornano al villaggio. Lì, Torcia saluta a modo suo i ragazzi perché deve volare via da Berk.

## Il drago nel ghiaccio (prima parte)
- Titolo originale: A View to a Skrill: Part 1

### Trama
Durante un volo, i Cavalieri vengono avvertiti della scomparsa di Bucket e Mulch, e si precipitano a trovarli. Raggiuntili, i ragazzi scoprono che sono sotto attacco dei Grandi Guerrieri. Una volta sconfitti scoprono la causa per cui i Grandi Guerrieri avevano attaccato Bucket e Mulch: intrappolato nel ghiaccio, si trova uno Skrill, pericolosissimo drago con la capacità di emettere, anziché fuoco, scariche elettriche, e i Grandi Guerrieri da sempre lo utilizzano come loro simbolo. Così Hiccup e gli altri lo portano a Berk per decidere cosa fare. Ma purtroppo Moccicoso e i gemelli causano la liberazione accidentale del drago, che fugge. Subito Hiccup e gli altri lo inseguono, ma lo Skrill riesce a rispondere colpi su colpi contro di loro; e come se non bastasse si ritrovano a dover affrontare anche la temibile armata del loro vecchio nemico, Dagur lo Squilibrato. Durante la battaglia, mentre Astrid, Moccicoso, Gambedipesce, Testa di Tufo e Testa Bruta si occupano di Dagur e della sua armata, Hiccup e Sdentato, inseguiti dallo Skrill, riescono a generare dallo scontro dei due colpi dei draghi una grande esplosione che stordisce lo Skrill e i gemelli. Questi ultimi vedono che il drago viene preso da Alvin e dagli Esiliati, così decidono di seguirlo.

## Il drago nel ghiaccio (seconda parte)
- Titolo originale: A View to a Skrill: Part 2

### Trama
Hiccup e Sdentato tornano sul luogo dello scontro con i Grandi Guerrieri per ritrovare Testa Bruta e Testa di Tufo. Il ragazzo li ritrova sull'Isola degli Esiliati, insieme allo Skrill, imprigionato da Alvin il Traditore. Questi ha stretto un'alleanza con Dagur per poter distruggere Berk con il suo aiuto, in cambio Alvin avrebbe dato a Dagur lo Skrill. Tuttavia, Dagur, nella sua pazzia e voglia di combattere contro Hiccup, libera lo Skrill, e riesce a controllarlo da terra con due funi. Scoperto l'inganno, Alvin combatte contro Dagur sulla sua nave; inizialmente Dagur è in svantaggio, ma usando lo Skrill riesce a sconfiggere e, apparentemente, uccidere Alvin, nominandosi così nuovo capo degli Esiliati. A quel punto Hiccup scende in campo e riesce ad attirare Dagur su delle pozzanghere, di modo che lo Skrill, quando carica il suo colpo elettrico, fulmina Dagur, liberandosi. A questo punto Hiccup e Sdentato devono vedersela con lo Skrill: dato che non possono riuscire ad addestrarlo, né a sconfiggerlo, decidono di intrappolarlo di nuovo nel ghiaccio in una caverna di un'isola ghiacciata, e grazie all'aiuto di Testa di Tufo e Testa Bruta lo Skrill finisce di nuovo ibernato.

## Dragon trainer
- Titolo originale: The Flight Stuff

### Trama
Moccicoso, convinto di essere prossimo alla morte, avendo visto i cinque segni del Valhalla, decide di nominare come suo successore il piccolo Gustav, il bambino apparso nella prima stagione come suo aiutante, che considera Moccicoso il suo eroe. Hiccup e gli altri non sono molto d'accordo e cercano di far ragionare Moccicoso, ma quest'ultimo comincia ad insegnare a Gustav tutto sui draghi e sui loro cavalieri. Alla fine, Gustav riesce a farsi accettare da un Incubo Orrendo che chiama Curvazanna (in onore di Zannacurva, il drago di Moccicoso) e riesce quasi a diventare un vero e proprio Dragon Trainer; se non che Hiccup capisce che Testa di Tufo e Testa Bruta hanno fatto credere con degli stratagemmi la futura morte di Moccicoso, così Gustav viene espulso dall'Accademia. In quel momento arriva Stoik il quale li informa che il mercante Johann ha sentito che Dagur ha preparato una potentissima arma segreta. Hiccup e gli altri decidono così di fermarlo; ma Gustav, sentendoli, decide di seguirli di nascosto insieme a Curvazanna. Arrivati sull'isola degli Esiliati, Hiccup e gli altri scoprono a loro spese che la potente arma era solo un diversivo per poter catturare Hiccup e Sdentato, e alla fine ci riescono. Tuttavia, Moccicoso e Zannacurva, insieme all'arrivo di Gustav e Curvazanna, riescono a liberarli e a fuggire. Ritornati a Berk, Hiccup ammette che Gustav potrebbe diventare un perfetto sostituto di Moccicoso, ma, purtroppo, deve dire addio a Curvazanna. Tuttavia, quando Hiccup e Moccicoso se ne vanno, Gustav richiama Curvazanna, dimostrandosi già un perfetto Dragon Trainer.
- Nota: il titolo di questo episodio è identico a quello del primo film, almeno per quanto riguarda la traduzione italiana.

## Olio di pesce, olio di gomito
- Titolo originale: Free Scauldy

### Trama
Durante la ricerca del Morte Urlante, Hiccup, Gambedipesce e i gemelli trovano uno Scalderone spiaggiato e bloccato all'ala destra sull'Isola dei Cambia-Ala. Il drago rischia di morire disidratato, ma non vuole farsi aiutare. Quando Testa Bruta si avvicina, però, lo Scalderone non la attacca: il perché è nei capelli della ragazza che sono unti con olio di pesce, e così lo Scalderone la vede come un'amica; la ragazza, in segno di riconoscenza lo chiama Scaldy. Intanto, però, arrivano i Cambia-Ala, ma vengono respinti facilmente anche insieme a Astrid e Moccicoso. A questo punto, i ragazzi (grazie a Testa Bruta che distrae Scaldy) liberano l'ala del drago ma scoprono che è anche spezzata. Per fare in modo che Scaldy possa di nuovo nuotare costruiscono una fasciatura con dei tronchi e delle liane, ma queste ultime sono troppo corte; a quel punto, Testa Bruta decide di tagliarsi le trecce dei suoi capelli in modo da completare la fasciatura. Scaldy può finalmente tornare a nuotare in mare aperto e la ragazza lo saluta amichevolmente.

## Pungirapido
- Titolo originale: Frozen

### Trama
Durante una gelida nottata, una delle peggiori, Stoik incarica Hiccup di trovare il mercante Johann. Hiccup lo ritrova in mezzo al mare gelato. Una volta tornati a Berk, fanno una scoperta agghiacciante: il villaggio è abbandonato, mentre metà dei suoi abitanti è rimasta congelata. Con l'aiuto di Gambedipesce, Hiccup scopre che la responsabilità è di un vorace branco di draghi notturni simili a Velociraptor noti come Pungirapido, il cui veleno paralizza temporaneamente le loro vittime, che sono arrivati dalla loro isola a Berk grazie ad un ponte di ghiaccio. Secondo Gambedipesce i Pungirapido sono guidati da un capo, proprio come un esercito: pertanto devono trovarlo e poi attirare i Pungirapido lontani da Berk. Rintracciato il branco in una grotta, Hiccup, Gambedipesce, i gemelli, Astrid e Moccicoso (in realtà guidato da Gustav) prendono il capo, ma proprio in quel momento il sole tramonta e i Pungirapido si svegliano. Fortunatamente riescono a mettere in una gabbia il capo e a trasportarlo lontano da Berk, e a una certa distanza dal villaggio Zannacurva scioglie il ponte di ghiaccio e la normalità ritorna al villaggio.
- Nota: il titolo di questo episodio in originale è identico a quello del film Frozen - Il regno di ghiaccio della Disney, uscito proprio nello stesso anno in cui è stata messa in onda questa stagione.

## La radice di drago
- Titolo originale: A Tale of Two Dragons

### Trama
Durante un'esercitazione per un eventuale attacco del Morte Urlante, Astrid e Moccicoso litigano per l'ennesima volta e grazie ai loro draghi distruggono la Grande Sala. Hiccup, su consiglio di suo padre, cerca di farli lavorare insieme nei campi da semina di Mildew; tutto va bene, fino a quando Tempestosa e Zannacurva, inspiegabilmente litigano, facendo sì che Astrid e Moccicoso litigano di nuovo. Hiccup, allora, decide di far scambiare ai due i loro draghi, di modo che si sarebbero conosciuti meglio: l'idea ha successo, tanto che Astrid si affeziona subito a Zannacurva e lo stesso per Moccicoso e Tempestosa. Ma la mattina dopo i draghi si ritrovano a litigare sul campo da semina. Gambedipesce spiega a tutti che la causa è la radice di drago che, differentemente dall'erba draga, fa litigare per il suo possesso i draghi, e purtroppo anche Rutto e Vomito finiscono sotto il suo effetto e ostacolano l'estrazione. A quel punto Astrid e Moccicoso decidono di risalire rispettivamente su Zannacurva e Tempestosa - di modo che il drago da loro cavalcato non avrebbe fatto del male all'altro per via del suo cavaliere in sella - e tengono occupato il Bizzippo dando il tempo a Muscolone (che è immune alla radice per via della sua dieta a base di rocce) di estrarla e gettarla in mare. Alla fine Astrid e Moccicoso imparano finalmente a rispettarsi l'un l'altra.

## L'isola delle anguille
- Titolo originale: The Eel Effect

### Trama
Berk è colpita da una terribile febbre. Pochi non sono ancora stati colpiti da essa, come Hiccup, Astrid, Gambedipesce e Gothi. Quest'ultima rivela che per preparare la cura, oltre ad una serie di ingredienti, serve l'anguilla sanguigna, presente sull'isola delle anguille. Hiccup si dirige là con Sdentato, ma quando cerca di catturare un'anguilla questa viene mangiata dallo stesso Sdentato, e proprio in quel momento comincia a vedere in modo distopico e a sparare in continuazione colpi al plasma scarlatti. Quando giunge anche Gambedipesce Hiccup finalmente capisce perché i draghi non possano tollerare le anguille: se le mangiano possono prendersi l'influenza e perdono il controllo; e a peggiorare la situazione arriva un Typhoomerang, l'unico drago a nutrirsi delle anguille. Gambedipesce e Muscolone mettono subito in fuga il drago, mentre Hiccup, dopo molto tempo, fa cadere Sdentato in una trappola. Per guarire Sdentato Hiccup propone di utilizzare gli ingredienti che hanno raccolto (ovviamente senza l'anguilla) e infatti Sdentato sputa l'anguilla e guarisce. Ritornati a Berk con tutti gli ingredienti gli abitanti guariscono.

## Fumo negli occhi
- Titolo originale: Smoke Gets in Your Eyes

### Trama
Johann fa nuovamente scalo a Berk, portando una grande quantità di metallo con sé. Tutti fanno felici acquisti, ma durante la notte il metallo scompare. La notte seguente, Hiccup scopre che a rubare tutti gli oggetti di metallo sono stati i draghi Soffiafumo Soffocante, arrivati a Berk grazie a Johann perché un membro dei Grandi Guerrieri gli ha dato il loro nido di metallo pieno di uova. Hiccup capisce così che c'è di nuovo lo zampino di Dagur, che si prepara ad attaccare Berk, ormai indifesa. Di notte, però, Hiccup riesce a trovare il nido dei Soffiafumo Soffocante, e quando l'armata di Dagur è alle porte di Berk, insieme ai suoi amici, attira i piccoli draghi con il metallo rimasto fino alla flotta di Dagur, dove la smantellano completamente. In seguito, con l'aiuto di Johann, Hiccup riconduce i Soffiafumo Soffocante sull'Isola della Paura.

## I tre cuccioli
- Titolo originale: Bing! Bam! Boom!

### Trama
Hiccup inventa uno speciale corno, da lui chiamato "Orecchio Tuonante", grazie al quale si possono sentire i suoni a chilometri di distanza - utile per prevenire gli attacchi del Morte Urlante o dell'armata di Dagur. Durante una prova con Stoik i due sentono degli strani richiami: arrivati nel punto esatto scoprono tre cuccioli di Tamburo Furente, la stessa razza di Thornado, il drago cavalcato da Stoik, su un isolotto. Hiccup decide di portarli a Berk, dove però cominciano a causare danni. Per questo, Hiccup e i suoi amici si ritrovano così ad accudire le tre piccole pesti, chiamati Bing, Bam, Boom, ma la cosa si rivelerà più difficile del previsto. Solo in presenza di Thornado i tre cuccioli riescono a calmarsi, ma Thornado è occupato insieme a Stoik, e per questo Bing, Bang e Boom riescono a scappare e a combinare di nuovo disastri. A questo punto Stoik decide di lasciarli sull'Isola dei Draghi, ma una volta lasciatili scopre che gli altri draghi non vogliono i piccoli tra i piedi: Hiccup capisce così perché i tre cuccioli erano soli sull'isolotto dato che infastidivano anche i draghi, e insieme ai loro draghi e a Thornado riescono a respingerli momentaneamente. Ma Stoik, finalmente, capisce qual è il modo migliore per la loro sopravvivenza, così, a malincuore, toglie la sella da Thornado che è pronto per diventare il padre adottivo di Bing, Bam e Boom.

## Il re in catene (prima parte)
- Titolo originale: Cast Out: Part 1

### Trama
Moccicoso compie l'ennesima bravata durante un allenamento, che si rivela quasi fatale per Astrid. Hiccup così si vede costretto ad espellerlo dall'Accademia. Il ragazzo scappa, e con Zannacurva si reca su un'isoletta disabitata. Ma presto scopre che su quell'isola c'è il Morte Urlante che arriva quasi ad ucciderlo, prima di essere salvato da un misterioso individuo. Ritornati a Berk si scopre che l'individuo è Alvin il traditore, sopravvissuto dopo la ribellione organizzata da Dagur, e anche se ha salvato Moccicoso viene subito imprigionato. Di notte però si scatena il caos: i draghi sono impazziti perché Dagur, arrivato di nascosto con la sua flotta, ha posizionato una radice del drago nell'arena e ordina a Hiccup di consegnargli Sdentato o i suoi amici avrebbero fatto una brutta fine proprio per mano dei loro draghi. Ma in quel momento intervengono Stoik con tutti gli abitanti di Berk e sorprendentemente Alvin (liberato da Moccicoso, il quale a causa del passato di Alvin si è reso conto che i due una volta erano simili) che sconfiggono i Grandi Guerrieri, e Gambedipesce e Muscolone portano via la radice del drago, ma nel farlo urtano Stoik che sviene e viene fatto prigioniero da Dagur. Ora Hiccup dovrà dare il massimo se vorrà recuperare suo padre. E mentre i Dragon Trainer partono per l'isola degli Esiliati, anche il Morte Urlante comincia a fare la sua mossa.

## Il re in catene (seconda parte)
- Titolo originale: Cast Out: Part 2

### Trama
Gambedipesce, durante un giro di ricognizione, scopre che il Morte Urlante sta per arrivare a Berk e corre subito ad avvertire gli altri. Hiccup, per raggiungere l'isola degli Esiliati e salvare Stoik dalle grinfie di Dagur libera Alvin per mostrargli la via. Durante il volo Alvin racconta perché fu esiliato da Berk: lui e Stoik erano buoni amici fin dalla nascita, ma Stoik era il figlio del capo, mentre Alvin era solo un soldato; e durante un attacco di un Incubo Orrendo Alvin non eseguì appieno gli ordini e fece di testa sua, cosa che portò il drago a causare diversi feriti; una volta che Stoik fu diventato il capo lo bandì da Berk. Arrivati all'isola degli Esiliati si infiltrano in un tunnel subacqueo che li porta in una caverna dove Hiccup scopre Mildew, l'unico che non ha tradito appieno Alvin, ancora vivo e vegeto, e che si sta occupando dei Morte Sussurrante. Tra di loro Hiccup scopre una femmina, la quale è colei che produce le uova, ed è quindi la mamma del Morte Urlante: Hiccup capisce così che il Morte Urlante non distrugge le isole a caso, ma perché sta cercando sua madre. Ciò gli fa venire un'idea e spedisce un Terribile Terrore con un messaggio all'Accademia: i ragazzi dovranno attirare il Morte Urlante sull'isola degli Esiliati con la radice del drago. Hiccup si rivela e combatte contro i Grandi Guerrieri ma viene subito fermato e Sdentato finisce in gabbia. Proprio mentre Dagur sta gongolando per la vittoria Alvin scatena i Morte Sussurrante sui suoi guerrieri, cosa che porta alla distruzione dell'arena. Proprio in quel momento arrivano i ragazzi e Gambedipesce con alle calcagna il Morte Urlante che riconosce la madre, ma Dagur, capendo la situazione, la cattura per salvarsi dal figlio, e proprio in quel momento Moccicoso lo sbaraglia liberando la madre che si ricongiunge insieme agli altri suoi figli e il Morte Urlante, che "ringrazia" Hiccup e se ne va con la sua famiglia, mentre Dagur viene preso da Alvin. Più tardi Stoik e Alvin riescono finalmente a chiarirsi, Hiccup reintegra nell'Accademia Moccicoso e tutto ritorna alla normalità; anche se è solo l'inizio di una nuova serie di responsabilità di Hiccup verso Berk.